# Mississippi State University XV-11
Die Mississippi State University XV-11A Marvel (universitätsinterne Bezeichnung MA-17) war ein US-amerikanisches STOL-Experimentalflugzeug aus den 1960er Jahren.

## Geschichte

### Hintergrund
Die Ursprünge der Entwicklung der Marvel gehen zurück bis zum Jahr 1950 als das Office of Naval Research einen Forschungsauftrag zu Untersuchungen im Bereich der Grenzschichtbeeinflussung von Tragflügeln an das Aerophysics Department der Mississippi State University (MSU) vergab. Die Untersuchungen dauerten bis 1962 an, wonach das US Army Transportation Research Command diese übernahm und weiterführte. Gegenstand des Projekts waren Untersuchungen mit einer Grenzschichtabsaugung durch tausende über die Tragfläche verteilter kleiner Löcher, zusätzlich spielten auch die damit kombinierte Wirkung von Veränderungen der Profilwölbung und die Verwendung eines Mantelpropellers eine wichtige Rolle. Anfangs nutzte die Universität für das Forschungsprogramm eine Reihe unterschiedlicher Flugzeuge wie ein Segelflugzeug Schweizer TG-3A (Zulassung N64907), eine Piper YL-21 (USAF Seriennr. 51-6496) und eine Cessna L-19A (51-11972).
Es zeigte sich jedoch, dass das verwendete Flugzeug idealerweise einen Druckpropeller besitzen sollte, der keinen, mit der Strömung über den Tragflügel in Wechselwirkung tretenden slipstream erzeugt. Als einziges derartig geeignetes Flugzeug wurde die Anderson Greenwood AG-14 angesehen, eine einmotorige Maschine mit doppelten Leitwerksträgern und einem Druckpropeller. Am 27. Juni 1955 beschaffte die MSU deshalb die vierte von insgesamt sechs produzierten AG-14 (N3903K), die anschließend eine Ummantelung des Druckpropellers erhielt. In dieser Konfiguration wurden 20 Flugstunden absolviert, danach aber wieder verkauft, da kein Lufttüchtigkeitszeugnis (airworthiness certificate) erlangt werden konnte.

### Marvel
Mittlerweile wurde eine vollständig neue Tragflächenkonstruktion als notwendig angesehen, um eine vollständige Beeinflussung der Grenzschicht und auch der Profilwölbung zu erreichen. Darüber hinaus wurde auch die Verwendung von GFK für die Tragfläche als zwingend betrachtet, um die Oberflächenunebenheiten möglichst klein zu halten. Mit diesen Vorgaben entstand das Mississippi Aerophysics Research Vehicle Extended Latitude kurz mit dem Akronym MARVEL bezeichnet und das die Mississippi Aerophysics Studien-Nr. MA-17 trug.
Es wurde jedoch schnell klar, dass vorab die Eignung der geplanten Maschine für die vorgesehenen Untersuchungen mittels einer kleineren und schwächeren Testmaschine nachgewiesen werden muss. Hierzu wurde die Marvelette (Verkleinerungsform von Marvel) auf Basis der vierten produzierten AG-14 (N3901K) gebaut und am 16. November 1962 zum ersten Mal geflogen. Die Versuchsflüge wurden bis zum März 1964 fortgeführt, wobei Landegeschwindigkeiten von 56 km/h und eine Höchstgeschwindigkeit von 200 km/h erreicht werden konnten.
Der Erstflug der Marvel fand am 1. Dezember 1965 statt. Die Maschine erhielt die USAF/Army-Seriennummer 65-13070. Das Flugerprobungsprogramm umfasste zuerst 49 Flüge mit einer Dauer von 35 Stunden, die bis April 1967 absolviert wurden. Diese Flüge zeigten eine enttäuschende Wirkung der Grenzschichtbeeinflussung, da die Sauggeschwindigkeiten durch den Flügel nicht hoch genug waren, um eine Strömungsablösung, besonders bei Wölbungen über 10 Grad, zu verhindern. Der Zuwachs an Auftrieb war sehr gering. Bis zum Auslaufen des formalen US-Army-Vertrags wurden 100 Flugstunden abgeleistet, wobei Maximalgeschwindigkeiten von 330 km/h und geringste Startstrecken von 38 m ermittelt wurden.

### Marvel II
Das Flugzeug wurde danach bis 1981 stillgelegt, als das Unternehmen Biroc Ltd. aus Arlington (Virginia) einen Auftrag an die MSU zur Konzeptuntersuchung für ein Mehrzweck-Wüstenflugzeug vergab. Angestrebte Ergebnisse waren die Einsetzbarkeit auf weichen Sandpisten, eine geringe Infrarot-Signatur und geringe Radarrückstrahlung.
Die notwendigen Modifikationen an der Marvel betrafen vor allem die Tragflächen, die neu mit einer Kevlarhaut hergestellt wurden. Auch das Triebwerk wurde gegen eine verbesserte T63-Version ausgetauscht, die nun 420 PS lieferte. Der Propeller bestand nun ebenfalls aus Kevlar. Das Flugzeug wurde am 11. Juni 1982 neu als N2768Q registriert und nun als Marvel II bezeichnet. Nach 21 Flügen in den USA erfolgte die Verschiffung nach Saudi-Arabien, wo am 15. November 1982 in Taif der erste Flug durchgeführt wurde. Nach nur zwei Flügen wurde die Marvel II wieder in die USA zurücktransportiert, da sich zeigte, dass die gesteckten Untersuchungsziele nicht erreicht werden konnten. In den Jahren 1987 bis 1989 wurden noch gelegentlich Flüge, auch auf Flugschauen, durchgeführt.

## Konstruktion
Die Marvel war fast vollständig aus Glasfaser-Werkstoffen aufgebaut, lediglich zur Verstärkung wurden einzelne Bauteile aus Stahl, besonders im Bereich des Turboproptriebwerks Allison T63, ausgeführt. Zum Verkleben der GFK-Teile wurden Epoxid-Harze und als Füller Polyurethan-Schaum eingesetzt. Der GFK-Holm besaß zur Versteifung einzelne Lagen aus Stahl, sonst waren die Tragflügel vollständig aus GFK hergestellt. Die Wölbung konnte mit einem speziellen elektrisch angetriebenen Mechanismus der Tragflächenverwindung (Wing warping), der über die halbe Spannweite reichte, um bis zu 30 Grad verändert werden.
Zur Erzeugung des Unterdrucks für die Grenzschichtbeeinflussung war ursprünglich der Einbau eines Hilfsaggregats Solar T62 vorgesehen, jedoch erfolgte in der praktischen Umsetzung der Antrieb des Verdichters durch das Haupttriebwerk. In der Ummantelung des Propellers waren auch Höhen- und Seitenruder integriert, wobei das Höhenruder über den Mantelrand hinausragte. Die Allison-T63-Turbine war in einem Stahlkasten eingebaut, der auch für die nötige Brandabschottung sorgte. Die Leistung wurde über eine 2,10 m lange Fernwelle an ein Untersetzungsgetriebe und einen Constant-Speed-Propeller übertragen.
Die Zuführung der Luft für das Triebwerk erfolgte durch die eingesaugte Luft der Grenzschichtbeeinflussung und durch kleine Einlässe an der Tragflächenvorderkante. Das Fahrwerk besaß eine außergewöhnliche Auslegung mit vier Rädern, die jeweils in Zweiertandems in einer Art Kufe angeordnet waren. Das vordere Rad war jeweils steuerbar. Diese Pantabase genannte Anordnung sollte für gute Start- und Landeeigenschaften auf weichem Untergrund sorgen. Das Aussehen erinnerte stark an die Konstruktion, die Vincent Burnelli für seine Uppercu-Burnelli GX-3 Ende der 1920er Jahre gewählt hatte.

## Technische Daten
| Kenngröße             | Marvel                                                      | Marvel II                            |
| --------------------- | ----------------------------------------------------------- | ------------------------------------ |
| Besatzung             | max. 2                                                      | max. 2                               |
| Passagiere            | max. 2                                                      | max. 2                               |
| Länge                 | 7,08 m                                                      | 7,08 m                               |
| Spannweite            | 7,99 m                                                      | 11,24 m                              |
| Höhe                  | 2,59 m                                                      | 2,59 m                               |
| Flügelfläche          | 9,84 m²                                                     | 14,69 m²                             |
| Flügelstreckung       | 6,48                                                        |                                      |
| Profil                | NACA 63615 (modifiziert)                                    | NACA 63615 (modifiziert)             |
| Leermasse             | 888 kg                                                      |                                      |
| max. Startmasse       | 1188 kg                                                     |                                      |
| Höchstgeschwindigkeit | 330 km/h                                                    |                                      |
| Triebwerke            | ein Turboproptriebwerk Allison T63-A-5 mit 250 WPS (187 kW) | ein Allison T63 mit 420 WPS (313 kW) |